# Latarnia morska Ruvaal
Latarnia morska Ruvaal – latarnia morska położona na najbardziej na północ położonym przylądku Ruvaal wyspy Islay. Obiekt znajduje się także na liście Royal Commission on the Ancient and Historical Monuments of Scotland pod numerem  NR47NW 4. Latarnia jest oddalona około 10 kilometrów na północ od Port Askaig.
Decyzję o budowie latarni w tej lokalizacji podjęto w latach pięćdziesiątych XIX wieku. Prace nad projektem latarni powierzono braciom Dawidowi i Thomasowi Stevensonom. Latarnia została uruchomiona 1 stycznia 1859 roku. 
Latarnia została zautomatyzowana w 1983 roku.